# Bill Barber (musicista)
William Barber, detto Bill (New York, 21 maggio 1920 – Bronxville, 18 giugno 2007), è stato un suonatore di tuba statunitense.

## Biografia
Allievo della Juilliard School, ancora prima di essere arruolato nell'esercito nel 1942, Barber aveva cominciato una carriera come strumentista in diverse bande e orchestre classiche, tra cui la Kansas City Philharmonic.
Durante la Seconda guerra mondiale Barber fu nella banda militare dell'Esercito degli Stati Uniti a partire dal 1942. Dopo la fine della guerra iniziò a collaborare con diverse formazioni jazz. All'epoca la tuba era stata rimpiazzata dal contrabbasso nella sua funzione di scansione del basso, ma era ora cercata in funzione timbrica sia dalle grandi orchestre sia da gruppi più piccoli in cerca di effetti particolari.
Uno degli esempi più notevoli è senz'altro la Tuba Band - dove la tuba era appunto suonata da Barber - con cui Gil Evans realizzò il progetto Birth of the Cool di Miles Davis. All'epoca Barber aveva già lavorato con le orchestre di Charlie Ventura e Claude Thornhill (1947), dove Barber fu uno dei primi suonatori di tuba ad aderire al moderno stile orchestrale.
Per tutti gli anni cinquanta, Barber, che è considerato il primo suonatore di tuba dell'era moderna del jazz (ma che suonava anche il flauto e occasionalmente il basso), fu presente ovunque il suo strumento fosse richiesto, e in particolare con l'orchestra di Gil Evans, con o senza Davis, ma anche con Gerry Mulligan, John Coltrane (sull'album Africa/Brass), l'orchestra Dixieland Sauter-Finegan e altri.
Negli anni sessanta, Barber iniziò a suonare con la Nassau Symphony Orchestra, e successivamente continuò la sua carriera come musicista classico. Per diversi anni lavorò anche come insegnante di musica nella scuola elementare di Copiague, nello stato di New York. Nel 1992, partecipò alle registrazioni e al tour del nonetto di Gerry Mulligan, che rielaborava composizioni provenienti da Birth of the cool. Dal 1998 al 2004 Barber fu parte del gruppo The Seatbelts, interprete della colonna sonora dell'anime giapponese Cowboy Bebop. Bill Barber morì nel 2007, per una malattia cardiaca, a Bronxville, nello stato di New York.